# Sandee
Sandee, pseudonimo di Sandra Moser (Thun, 29 dicembre 1976), è una cantante svizzera di musica in svizzero tedesco.

## Biografia
Sandee è stata in tournée con l'artista dialettale svizzero Gölä fra il 1998 e il 2000, e dal 2000 al 2002 è stata corista per Hanery Ammann. Il suo primo inedito Verchoufti mi Seel è uscito nel 2003 e ha raggiunto la 33ª posizione nella Schweizer Hitparade. Il singolo ha anticipato l'album di debutto Irgendwenn, irgendwo, uscito lo stesso autunno, che è arrivato 24º in classifica ed è stato certificato disco d'oro per aver venduto più di 20 000 copie a livello nazionale.
Il suo secondo album Meh vo mir è uscito nella primavera del 2005, anticipato dal singolo Solang. Il disco ha raggiunto il 3º posto nella classifica svizzera degli album, e sarà la prima di quattro top 10 consecutive per la cantante: Mexico (2007) ha debuttato all'8º posto, Diva? (2009) al 5º, e Zrügg zu mir (2017) al 2º.

## Discografia

### Album
- 2003 - Irgendwenn, irgendwo
- 2005 - Meh vo mir
- 2007 - Mexico
- 2009 - Diva?
- 2017 - Zrügg zu mir

### Singoli
- 2003 - Verchoufti mi Seel
- 2005 - Solang
- 2007 - Aplerose (con Polo Hofer, Sina e Daniel Kandlbauer)
- 2009 - Marzili
- 2009 - Nümm elei (feat. Gölä)